# Crassula subulata
Crassula subulata är en fetbladsväxtart som beskrevs av Carl von Linné. Crassula subulata ingår i släktet krassulor, och familjen fetbladsväxter.

## Underarter
Arten delas in i följande underarter:
- C. s. fastigiata
- C. s. hispida